# Лже-Алексей
Лже-Алексей — общее название для самозванцев, выдававших себя за убитого императора Византии Алексея II Комнина.

## Гибель Алексея Комнина
После смерти своего отца Мануила, Алексей II Комнин стал императором в 11 лет. Конечно же, самостоятельно править он не мог, и потому власть при нём осуществляла мать, императрица Мария и её фаворит протосеваст Алексей, чье правление вызвало общее недовольство. Молодой царь тоже не проявлял серьёзного интереса и способностей к управлению, передавали, что он дни напролет проводит, развлекаясь травлями и конными скачками.
Закономерно возникшим недовольством сумел ловко воспользоваться двоюродный дядя императора Андроник Комнин. Под видом защиты прав юного Алексея, он привлек на свою сторону большинство населения Константинополя, и что особенно важно — большинство дворцовых вельмож, от решения которых во многом зависело, на чьей стороне останется победа.
Силой захватив Константинополь, Андроник на своих плечах принес юного Алексея в собор Св. Софии, где тот был коронован императором. Императрица Мария и протосеваст в скором времени были казнены.
Впрочем, Андроник не собирался останавливаться на достигнутом. В сентябре 1183 г. толпа горожан, в достаточной мере подготовленная сторонниками узурпатора, потребовала его коронации. Юный Алексей поддержал это требование. Андроник для вида отказывался, но вскоре уступил настоятельным требованиям и стал соправителем своего племянника.
Вскоре после этого, юный Алексей был убит в своих покоях. По преданию, голову мальчика принесли Андронику, а тело бросили в море.

## Первый самозванец
Андроник недолго сумел удержаться на троне. Показав себя кровавым деспотом, он вызвал общее восстание, был свергнут и после жестоких пыток убит. На его место пришел Исаак, первый представитель династии Ангелов. Именно в его царствование появился первый самозванец.
По свидетельству Хониата, молодой человек был родом из Константинополя. Внешностью своей (и особенно рыжими волосами) он действительно напоминал погибшего Алексея. Тот же Хониат уверяет, что он так вжился в свою роль, что делал ту же прическу, и заикался точь-в-точь как юноша-император. Настоящее имя самозванца осталось неизвестным. Двигаясь по течению Меандра, он появился вначале в небольшом городке Армале, где, остановившись у одного «латинянина» (вероятно, француза или итальянца) открыл ему своё «царское имя».
История Лже-Алексея не отличалась оригинальностью. Палачи, посланные Андроником, по его уверению, не нашли в себе сил убить юного императора, но вместо этого помогли ему тайно бежать.
Лже-Алексей сумел добраться до Иконии, и далее, неотступно преследуя султана просьбами о помощи, и упреками в неблагодарности за все благодеяния, оказанные Иконии императором Мануилом, добиться твердого обещания поддержать его в деле завоевания византийского трона и дорогих подарков.
Возможно, веди себя самозванец с большим тактом и выдержкой, его успех мог быть куда более ощутимым, однако своим хвастовством и неосторожным поведением, он чуть не погубил своё предприятие в самом начале.

(…)Когда во время аудиенции римского посла самозванец начал хвастать особенным благородством своего происхождения, султан обратился к послу с вопросом, узнает ли он в этом человеке сына императора Мануила. Посол, разумеется, отвечал, что сын императора Мануила несомненно погиб, быв брошен в воду, что этот неизвестный ложно присваивает себе звание умершего и рассказывает о себе невероятные вещи. При этих словах неудержимо вскипев гневом и горячо воспламенившись желчию, юный Алексей непременно схватил бы посла за бороду, если бы с одной стороны сам посол, рассердившись в свою очередь, не отразил мужественно стремлений Лже-Алексея, а с другой султан, оскорбившись неприличием его поведения, со всею строгостью не приказал ему успокоиться.

И все же, султан предоставил самозванцу право набирать на его землях добровольцев, желающих помочь Лже-Алексею вернуть себе «законный» трон. Вскоре под знамёна самозванца встало около 8 тыс. человек, и с этой довольно значительной армией, он вторгся на Византийскую территорию. Счастье сопутствовало Лже-Алексею, происходило то же, что случилось с Лжедмитрием I — правящий царь был непопулярен, юноша-претендент давал надежды на исполнение многих честолюбивых желаний, в народе также не было полной уверенности, что царевич погиб, и потому авантюра Лже-Алексея вполне могла увенчаться успехом.
Посланный против него севастократор Алексей, брат Исаака Ангела, не мог быть уверен в лояльности собственной армии, и потому вынужден был отступать перед напором войск самозванца.
Некоторые из городов по собственной воле перешли на сторону Лже-Алексея, другие были захвачены, войско наемников уничтожало все на своем пути, особенно стараясь жечь собранное на гумнах зерно, за что самозванец получил от крестьян малопочтенное прозвище «гумножога». Та же участь постигала города, отказывавшиеся открыть самозванцу ворота, и даже православные храмы.
По свидетельству Хониата:

Таким образом злодей понес достойную казнь, как за то, что, преступно вооруживши персов против римлян, пролил столько крови своих единоплеменников, так и за то, что сделал он, — да будет он проклят, — в моем родном городе, Хонах, со знаменитым храмом Архистратига божественных и невещественных сил Михаила: он осквернил это святейшее жилище Божие; он ворвался в него со своими персами и не шевельнул рукою, нечестивец, чтобы остановить их, когда в его глазах они уничтожали сделанные из разноцветной мозаики изображения Христа и святых, топором и молотом ниспровергали священные и неприкосновенные двери алтаря, повергали на землю и попирали святейшую жертвенную трапезу.

Неизвестно, чем кончилась бы авантюра, но самозванец был предательски убит в городе Писса. По словам Хониата, на пиру он напился пьян, и во время сна его зарезал некий священник.
Голова самозванца была доставлена севастократору Алексею, и тот, похлестав её конским бичом, сказал:

«Не без всякого же основания этому человеку сдавались города!»

## Второй самозванец
Согласно «Истории» Никиты Хониата, второй самозванец, принявший на себя имя Алексея Комнина, появился в Пафлагонии буквально через несколько дней после гибели первого. Однако, его попытка завоевать для себя трон закончилась так же плачевно.
Некоторые области империи, поверив в его «царское» происхождение, или же попросту из недовольства политикой Исаака Ангела, передались под его начало. Против самозванца был послан хартулярий, конюший, севаст Феодор Хумн. Войско самозванца было разбито, сам он захвачен в плен и вскоре казнен.

## Третий самозванец
Третий по счету самозванец появился 1195 г. через три месяца после коронования брата Исаака Ангела — Алексея III. Родом он был, по-видимому, из Киликии, но поддержку получил в Персии, у сатрапа города Анкиры. Опять же по свидетельству Хониата, сатрап вряд ли поверил в «царское» происхождение самозванца, но не преминул воспользоваться им как поводом для вторжения в Византию.
Нападения на пограничные города начались немедля, против Лже-Алексея был отряжен евнух по имени Ионополит, специально для этого случая возведенный царем в сан паракимомена, но потерпел поражение, и царь вынужден был сам отправиться в Персию, закономерно полагая, что справиться с самозванцем будет несложно, если разорвать его союз с персами. Сатрап Анкиры потребовал за свой нейтралитет пять центенариев серебра чеканной монетой единовременно и затем в виде ежегодной дани три центенария серебряной монеты и сорок кусков фиванской шелковой материи. Царь Алексей посчитал подобные требования чрезмерно завышенными, и соглашения достигнуть не удалось.
Алексей III изменил тактику. Объезжая один за другим пограничные города, он силой или уговорами приводил их к покорности себе, создавая таким образом достаточно мощный барьер на пути возможной персидской экспансии.
Впрочем, и здесь его успех не был окончательным, так мелангийцы прямо дали понять царю, что примкнут к тому, на чьей стороне окажется победа. Клянясь Алексею в покорности и называя его императором, они в то же время не упускали возможности указать ему, что нет и не может быть абсолютных доказательств, что Алексей Комнин был убит, и что самозванец в чём-то напоминает погибшего.
Алексей III пытался возразить, указывая на то, что называя его царем мелангийцы уже присягнули на верность, но получил опять уклончивый ответ:

Вот видишь ли, царь, что ты и сам колеблешься в понятиях об этом юноше и считаешь предполагаемую смерть его сомнительною! Не осуждай же людей, которые питают сострадание к молодому человеку, имеющему право на царство по преемству от трех предшествовавших поколений своего рода, а между тем несправедливо лишенному не только власти, но и отечества

В конце концов, так и не добившись окончательной победы, Алексей возвратился в Константинополь. Его сменил Мануил Кантакузин. Но справиться и Лже-Алексеем не удалось и ему, более того, постепенно подчиняя себя пограничные области, самозванец увеличивал свою силу, и неизвестно, чем разрешился бы кризис, если бы Лже-Алексей во время остановки в крепости Цунгра не был предательски убит.

## Лже-Алексеи вне Византии
Кроме трёх вышеупомянутых самозванцев, действовавших на территории Византийской империи, появлялись Лже-Алексеи и за её пределами.
Согласно свидетельству византийского писателя и историка Евстафия Солунского, около 1185 года самозванец появился при дворе короля Сицилии Вильгельма II. По некоторым данным этим самозванцем был некий крестьянин из-под Вагентии, близ Диррахия. В это время при дворе Вильгельма II находился бывший царский виночерпий Алексей Комнин, внучатый племянник императора Мануила Комнина и сын протосеваста Иоанна Комнина. После смерти императора Мануиила он был изгнан Андроником из страны. Будучи из рода Комнинов, Алексей сам предъявлял претензии на престол Византии, а поэтому предпринял все меры для разоблачения самозванца.
Ещё один самозванец появился на территории Древней Руси. Новгородская Первая летопись под 6694 (1186) г., среди прочего, сообщает: «Томь же лете приде цесарь грьцьскыи Алекса Мануиловиць в Новъгород».
Выдвигаются несколько версий, кто бы мог выдавать себя за Алексея II в Новгороде. Широко распространена гипотеза русского византиниста Хр. М.Лопарева, что это был вышеупомянутый бывший царский виночерпий Алексей Комнин. Согласно свидетельству Хониата он был выслан Андроником именно на Русь, откуда бежал на Сицилию. Но точно известно, что уже летом 1185 года Алексей был в Сицилийском королевстве и принимал участие в походе Вильгельма II на Византию. Сомневаться же в датировке, указанной в Новгородской Первой летописи (1186 год), оснований не имеется.
Можно видеть в новгородском Лже-Алексее настоящего отпрыска императора Мануила — Алексея, его незаконного сына от племянницы Феодоры. Но о данном Алексее в источниках нет и намеков о том, что он покидал территорию Византии.
Высказывалось предположение, что в Новгороде побывал еще один Алексей — претендент на императорскую корону — старший брат императора Исаака Ангела, будущий император Алексей III Ангел (или Алексей Комнин, как он впоследствии предпочитал себя называть), которому в царствование Андроника также пришлось не по своей воле покинуть Империю (рассказывали, что он побывал в Палестине и жил среди сарацинов). Но этот Алексей не был «Мануиловичем» (его отца звали Андроником). И, главное, у него не имелось никаких оснований в 1186 г. — когда его младший брат занял византийский престол — прикрываться чужим именем.